# 邦蓋島
邦蓋島是印度尼西亞的島嶼，位於中蘇拉威西省的最東端，是邦蓋群島的第二大島嶼，面積268平方公里，2000年人口普查顯示小島上有26,089名居民。行政上由邦盖海县管理，岛上主要城镇有西海岸的邦盖。